# 春丕河谷
27°23′11″N 88°49′52″E / 27.38639°N 88.83111°E

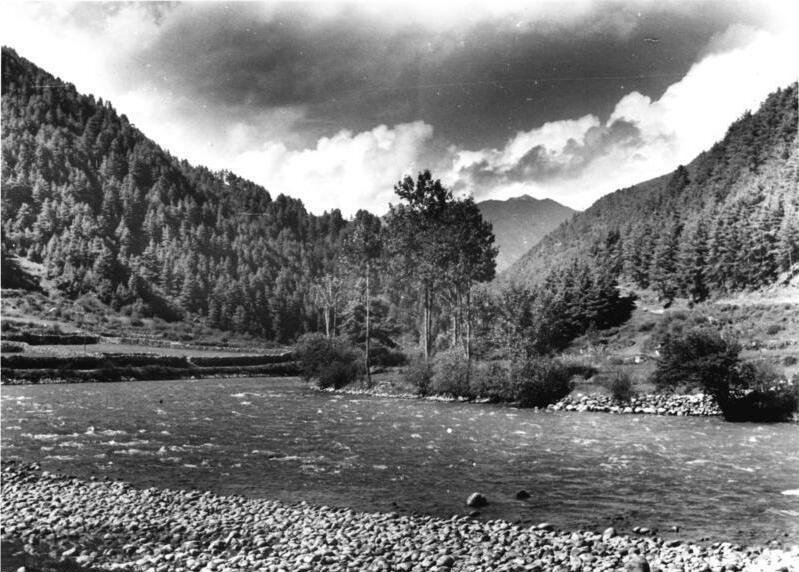
春丕河谷，1938年。

春丕河谷（藏語：ཆུ་འབི，威利转写：chu vbi）是西藏的一个河谷，位于喜马拉雅山山麓，地处中国西藏自治区、印度锡金邦与不丹的交界处。春丕河谷是一个由群山包围的盆地，一头连着乃堆拉山口，另一头连着则里拉山口，是西藏与锡金来往的交通要道。今日春丕河谷由中国西藏自治区日喀则市的亚东县实际控制。
春丕河谷海拔约3000米左右，1904年英国入侵西藏的时候就曾经过这个河谷。之后，该河谷地区曾被英军占领九个月之久，直到西藏付清战争赔款之后才撤离。此后，西藏意识到此地的重要性，在此处设置卓木基巧（又译亚东总管）来管理此地，并负责征收边境关税、处理边界民事纠纷。
春丕河谷处在温带地区，一年四季生机盎然，物种丰富。春丕马先蒿、春丕谷羊茅、春丕虎耳草、春丕黄堇等植物，都是以该河谷的名字命名的。